# 高山黄耆
高山黄耆（学名：Astragalus alpinus）为豆科黄芪属的植物。分布于欧洲、俄罗斯、北美以及中国大陆的新疆等地，生长于海拔1,800米至2,200米的地区，见于山坡草地，目前尚未由人工引种栽培。